# Постальська волость
Постальська волость — історична адміністративно-територіальна одиниця Аккерманського повіту Бессарабської губернії з центром у поселенні Посталь.
Населення (на 1886 рік) — 3089 осіб (1590 чоловічої статі та 1499 — жіночої).
|                     | Площа, десятин | У тому числі орної, дес. |
| ------------------- | -------------- | ------------------------ |
| Сільських громад    | -              | -                        |
| Приватної власності | -              | -                        |
| Казенної власності  | —              | —                        |
| Іншої власності     | —              | —                        |
| Загалом             | 29949          | 17529                    |

Поселення волості:
- Посталь — поселення за 25 верст від повітового міста, 376 осіб; волосне правління; 2 молитовних будинки, паровий млин. За 5 верст — молитовний будинок. За 12 верст — молитовний будинок. За 15 верст — 2 молитовних будинки. За 17 верст - школа. За 18 верст - молитовний будинок.